# Short S.184
Short S.184 byl britský dvouplošný průzkumný, bombardovací a torpédový letoun z období první světové války.
Na začátku války byl admiralitou objednán dvoumístný torpédový letoun. Na základě prototypů S.135, S.136 a S.137 byl vyvinut letoun Short S.184. Byl to jeden z velice dobrých hydroplánů. Short S.184 poprvé vzlétl na začátku roku 1915. Měl velice úspěšnou kariéru a sloužil do konce války. Postavilo se 936 letadel. Někdy se také nazýval Short 225 nebo 225 hp Short podle výkonu motoru Sunbeam Maori, který však později už nedostačoval, a proto byl nahrazen motory jako Rolls-Royce Eagle. Short S.184 také poprvé letecky potopil nepřátelskou loď. Byl používán převážně jako letoun průzkumný a bombardovací. Existovala také pozemní verze Short Bomber.

## Specifikace

### Technické údaje
- Počet členů posádky: 2
- Délka: 12,38 m
- Rozpětí: 19,36 m
- Výška: 4,11 m
- Nosná plocha křídel: 63,9 m²
- Prázdná hmotnost: 1680 kg
- Maximální vzletová hmotnost: 2 433 kg

### Výkony
- Maximální rychlost: 142 km/h
- Maximální dostup: 2 745 m
- Maximální doba letu: 2¾ hod.

### Výzbroj
- 1 × kulomet Lewis v zadním kokpitu, 114palcové torpédo nebo 236 kg bomb